# Puente Luis Felipe
El Pont Louis-Philippe (que en francés significa 'puente [de] Luis Felipe') es un puente que cruza el río Sena a su paso por París. Se encuentra en el IV distrito y une el barrio de Notre-Dame con el de Saint-Gervais. La estación del Metro de París más cercana es la de «Pont Marie».
En 1999, quedó incluido dentro de la delimitación del ámbito de Riberas del Sena en París, bien declarado patrimonio de la Humanidad por la Unesco.

## Historia
El 29 de julio de 1833, para celebrar su ascenso al trono después de la Revolución de 1830, Luis Felipe puso la primera piedra para un puente colgante previamente sin nombre, ubicado en la extensión de la rue du Pont Louis Philippe (aún lleva este nombre).  Construido por Marc Seguin y sus hermanos, cruza el Sena hacia el quai aux Fleurs cruzando la Île Saint-Louis.  Fue abierto al tráfico un año después, el 26 de julio de 1834.  Después de la Revolución Francesa de 1848 (durante la que se quemaron el puente y sus puestos de peaje) fue restaurado y renombrado «Pont de la Réforme», nombre que mantuvo hasta 1852.
A la vista del incremento del tráfico (los puestos de peaje no se han restaurado), fue demolido y reemplazado por la estructura actual en 1860.  Este fue construido por los ingenieros Edmond-Jules Féline-Romany y Jules Savarin entre agosto de 1860 y abril de 1862, un poco más arriba de la corriente que su predecesor. Esta vez, iba recto a través del Sena, en toda su anchura. Un centenar de metros de largo y 15,2 de ancho en total, el puente de Luis Felipe se inauguró en abril de 1862.  Cada uno de los anchos pilares de 4 metros en el Sena fue decorado con una corona de hojas en piedra rodeando un rosetón metálico.
La única modificación producida desde entonces es, a diferencia de lo ocurrido con su contemporáneo el pont de Bercy, fue el reemplazo del guardarraíl de piedra, muy dañado por la contaminación, con una réplica idéntica en el año 1995.